# Компенсації жертвам Голокосту
Компенсації жертвам Голокосту — різні грошові виплати постраждалим під час Голокосту. Виплати здійснюються в рамках виконання Закону про компенсації, а також в рамках спеціальних програм і фондів. Крім того, в 1952 році було підписано Угоду про репарації між Німеччиною та Ізраїлем.
20 вересня 1945 голова Єврейського агентства Хаїм Вейцман звернувся до урядів чотирьох держав з проханням повернути власникам вилучену нацистами власність євреїв, а якщо власників не залишилося в живих, то передати власність уповноваженим єврейським організаціям, які будуть витрачати кошти на реабілітацію здоров'я жертв Голокосту.

## Федеральний закон про компенсації
18 вересня 1953 Німеччиною був прийнятий Федеральний закон про компенсацію, який набрав чинності 1 жовтня. Закон передбачав виплату грошових коштів наступним категоріям одержувачів:
- особи, які є громадянами ФРН та Західного Берліна станом на 31 грудня 1952
- особи, які емігрували з території Третього рейху станом на 31 грудня 1937
- переміщені особи, які до 1 січня 1947 знаходилися в таборах на території ФРН та Західного Берліна.

Надалі коло одержувачів було розширено і в обмеженому обсязі під дію закону також підпадали:
- юридичні особи, які через переслідування перенесли місцезнаходження з території Третього рейху в інші країни за станом на 31 грудня 1937
- жертви медичних експериментів нацистів
- вихідці областей, звідки в післявоєнний час депортувалося німецьке населення (переважно Чехословаччина і Західна Польща)
- особи, які втратили громадянство (крім австрійців) і проживали в Ізраїлі або інших країнах за станом на 1 жовтня 1953
- осіб, що не проживають в комуністичних країнах і не мають їх громадянства за станом на 31 грудня 1965 року (якщо вони ще не отримували компенсації від ФРН).

Закон передбачає одноразові й щомісячні виплати. Критеріями виплати служили, зокрема, втрата рідних і близьких, збиток фізичному стану і здоров'ю, позбавлення волі, втрата власності, втрата капіталу, втрати від дискримінаційного оподаткування, примусове переривання професійної кар'єри, неотримання виплат за страховими полісами.
Таким чином, дія закону не поширювалася на значне число жертв Голокосту, які мають громадянство комуністичних країн, якщо вони не емігрували на Захід до 1965 року. Громадяни НДР могли розраховувати на одержання 480 марок щомісячно, але тільки після досягнення 60-річного віку у чоловіків і 55-річного у жінок.
За даним законом отримували пенсії понад 270 тисяч євреїв. Станом на 1999 рік число одержувачів склало близько 120 000 осіб.

## Угода між ФРН і Ізраїлем
10 вересня 1952 було укладено угоду між урядом ФРН, урядом Ізраїлю і «Конференцією з матеріальних претензій євреїв до Німеччини», згідно з яким Німеччина виплачувала 3 млрд марок Ізраїлю і 500 млн марок «Конференції».

## Програми
У 1980 році «Конференція з матеріальних претензій євреїв до Німеччини» і німецький уряд уклали договір про утворення програми Claimes Conference Hardship Fund. Програма передбачала одноразову виплату в розмірі 5000 марок тим, хто раніше не мав можливості звернутися за допомогою (переважно емігранти з країн Східної Європи). Станом на 1998 рік одержувачами стали понад 180 тисяч осіб.
У 1990 році після об'єднання Німеччини відбулися переговори між «Конференцією» і німецьким урядом з приводу реституції єврейської власності. Продаж принесла 250 млн доларів, і в 1993 році була утворена програма Claimes Conference Article 2 Fund, яка передбачала щомісячні виплати. Станом на кінець 1998 року одержувачами стали понад 41 тисячі осіб. Всього за цими двома програмами було виплачено понад 1,5 млрд марок за станом на 1998 рік.
У 1998 році Конференція провела переговори з урядом Німеччини про компенсації громадянам країн Центральної та Східної Європи, а також колишнього СРСР. Програма почала діяти з 1 січня 1999 року, на її реалізацію Німеччина виділила 200 млн марок.
У липні 2008 року євреїв, які пережили блокаду Ленінграда, прирівняли до жертв Голокосту. Всі, хто зможе пред'явити документи про перебування в Ленінграді в період з вересня 1941 по січень 1944 або документи про евакуацію з міста в цей період, отримають до одноразову виплату в розмірі 2556 євро.

## Компенсації з боку підприємств
У кінці 1957 року колишні в'язні концтаборів, які працювали на німецьких підприємствах, утворили організацію «Комітет колишніх єврейських примусових робітників». Після переговорів фірми I.G. Farbenindustrie, Krupp, AEG, Siemens, Rheinmetall перевели на рахунки «Конференції з матеріальних претензій євреїв до Німеччини» близько 52,5 млн марок.

## Компенсації та реституції в інших країнах
Ряд урядів, раніше окупованих нацистами і союзними нацистам країнами Європи, через десятиліття після війни також взяли на себе зобов'язання щодо реституції майна євреїв, яке було конфісковано в 1939—1945 роках.
В Угорщині «Закон про компенсацію» був прийнятий в червні 1991 року. Згодом цей закон був доповнений іншими нормативними актами. Загальна сума компенсації склала близько 100 млрд форинтів. 
У Польщі 20 лютого 1997 був прийнятий закон «Про ставлення держави до єврейських громад у Польській республіці», за яким єврейській громаді компенсувалося лише культове майно.
У Норвегії в 1998 році уряд ухвалив рішення виплатити 450 млн норвезьких крон — ту суму, яка була конфіскована норвезьким казначейством під час Другої світової війни. Ця сума поділена на 4 частини: індивідуальні виплати всім, хто залишилися в живих і їх спадкоємцям, колективні виплати єврейським громадам в Норвегії та їх установам, внесок на користь міжнародних єврейських організацій і початкова сума на створення в Норвегії Центру з вивчення Голокосту та проблем меншин в цілому.
11 березня 2008 уряд Бельгії, банки і страхові компанії прийшли до угоди з єврейською громадою країни про виплату компенсації єврейським сім'ям, постраждалим у роки Голокосту. Загальна сума виплат складе 110 мільйонів євро.
25 червня 2009 уряд Литви представило в сейм проект закону про виплату єврейській громаді компенсації в розмірі 113 млн літів (32,7 млн євро). 13 липня уряд ухвалив рішення про збільшення суми до 130 млн літів (37 млн євро) у зв'язку з додаванням вартості двох будівель у Вільнюсі. Виплати почнуться в 2012 році і триватимуть 10 років.

## Швейцарські банки
Багато жертв Голокосту, а також ті, хто привласнив їх власність, мали рахунки в швейцарських банках. Враховуючи секретність інформації про власників рахунків, безліч депозитів і рахунків до запитання виявилися «сплячими» — їх власники або померли, або втратили до них доступ, а спадкоємці не мали інформації про цих рахунках. Банки свідомо приховували інформацію від потенційних спадкоємців.
В кінці 1996 року в США жертвами Голокосту було подано кілька позовів проти швейцарських банків. Позивачі звинувачували банки в тому, що вони свідомо утримували і приховували активи жертв Голокосту та відмивали отримані незаконним шляхом кошти нацистів. У серпні 1998 року сторонами було укладено угоду про компенсацію на суму в 1,25 млрд доларів, підписана з умовою, що позивачі раз і назавжди відмовляються від подальших претензій до банків і до швейцарського уряду у справах, пов'язаних з Голокостом.
У лютому 2001 року Швейцарська банківська асоціація опублікувала список передбачуваних постраждалих щоб вони самі або їхні спадкоємці могил пред'явити претензії. В списку була 21 000 імен. Для пред'явлення позовів за даним списку був встановлений піврічний термін. У 2005 році був опублікований новий список — на 3000 імен